# Marquês de Cambridge

Brasão de Armas dos Marqueses de Cambridge (segunda criação).

O título Marquês de Cambridge foi criado duas vezes, uma vez no Pariato da Inglaterra e outra vez no Pariato do Reino Unido.
A primeira criação foi para o príncipe Jorge Augusto em 1706, quando ele foi nomeado Duque de Cambridge, Marquês de Cambridge, Conde de Milford Haven, Visconde Northallerton e Barão Tewkesbury. Ele sucedeu aos ducados da Cornualha e Rothesay quando seu pai subiu ao trono em 1 de agosto de 1714. Seus títulos se fundiram com a Coroa quando ele assumiu o trono como rei Jorge II em 1727.
A segunda criação (junto com os títulos subsidiários Conde de Eltham e Visconde Northallerton) foi em 1917 para Adolphus, Duque de Teck, irmão da Rainha Mary e cunhado do Rei Jorge V, quando ele desistiu de seus títulos alemães e adotou o sobrenome "Cambridge".  Adolphus Cambridge era neto do Príncipe Adolfo, Duque de Cambridge, através de sua filha, a Princesa Mary Adelaide de Cambridge .

## Marquês de Cambridge (1706-1727)
- Príncipe George Augustus, Duque de Cambridge (1683-1760), Sucedeu ao trono em 1727 como Rei Jorge II

Para mais detalhes, veja Duque de Cambridge

## Marqueses de Cambridge (1917–1981)
- Adolphus Charles Alexander Albert Edward George Philip Louis Ladislaus Cambridge, 1.º Marquês de Cambridge (1868–1927), neto do Príncipe Adolphus, Duque de Cambridge, foi criado Marquês quando George V renunciou aos títulos alemães de sua família

- George Francis Hugh Cambridge, 2.º Marquês de Cambridge (1895–1981), único filho do 1º Marquês, morreu sem descendência masculina e suas honras foram extintas